# Valsa eugeniae
Valsa eugeniae är en svampart som beskrevs av Nutman & F.M. Roberts 1953. Valsa eugeniae ingår i släktet Valsa och familjen Valsaceae.   Inga underarter finns listade i Catalogue of Life.